# Eva (1935)
Eva ist eine österreichische Musik-Filmkomödie von Johannes Riemann aus dem Jahr 1935. Der Film basiert auf der gleichnamigen Operette von Alfred Maria Willner und Robert Bodanzky mit der Musik von Franz Lehár (1911). In der Hauptrolle verkörpert Hans Söhnker den passionierten Rennfahrer Georg von Hochheim.

## Handlung
Georg von Hochheim, ein leidenschaftlicher Rennfahrer, muss zu seinem Leidwesen die Leitung einer von ihm geerbten Porzellanfabrik übernehmen. Die Tätigkeit in einem Management liegt ihm überhaupt nicht, er gibt jedoch seiner dominanten Großmutter nach, die es unbedingt wünscht, dass er dort die Leitung übernimmt.
In seiner neuen Führungsrolle soll er als erstes das Handwerk der Porzellanherstellung von Grund auf erlernen. Er wird anonym als „neuer Mitarbeiter“ in die Produktionsabteilung gemischt. Überraschend für alle, die mit seinem Hintergrund vertraut sind, verliebt er sich in seiner gespielten Rolle als normaler Produktionsmitarbeiter in die Fabrikarbeiterin Eva.
Nach einigen Turbulenzen erfährt die Handlung des Films ein Happy End.

## Produktionsnotizen
Der Film entstand im Frühjahr 1935 im Tobis-Sascha-Atelier in Wien-Sievering. Eva kam am 25. Juli 1935 in die deutschen Kinos. Weitere Erscheinungstermine (im Ausland) waren der 20. August 1935 in Österreich, der 7. Juni 1936 in Finnland, der 26. April 1937 in Portugal und der 7. Januar 1938 in den USA (dort unter dem Titel Eva, the Factory Girl). Der Drehort war Wien.
Die Filmbauten entwarf Julius von Borsody, für den Ton sorgte Alfred Norkus. Reinhold Meißner war Produktionsleiter.
Eigentlich ein harmloser Unterhaltungsfilm, missfiel er dennoch der NS-Zensur, die mehrere Szenen mit einem Verbot belegte.

## Musiktitel
- Die Liebe und das Küssen
- der Eva-Walzer: Wär' es auch nichts als ein Traum vom Glück
- das Lied vom Leichtsinn: Herrgott, laß mir doch meinen Leichtsinn nur

Die einzelnen Nummern erschienen im Musikverlag Ludwig Doblinger (Bernhard Herzmansky), Wien.

## Kritik
„[...] inszenatorisch steif-theaterhaft und etwas angestaubt, dank der Komikergarde Rühmann-Moser-Sandrock aber immer noch recht vergnüglich.“